# Te doy la vida (telenovela mexicana)
Te doy la vida es una telenovela producida por Lucero Suárez para Televisa, en el 2020. La telenovela es una adaptación de la historia chilena del mismo nombre escrito por María José Galleguillos. Se estrenó por Las Estrellas el 23 de marzo de 2020 en sustitución de Vencer el miedo, y finalizó el 12 de julio del mismo año siendo reemplazado por la tercera temporada de Esta historia me suena.
Está protagonizada por José Ron y Eva Cedeño, junto con Jorge Salinas, Danny Perea y Camila Selser en los roles antagónicos. Acompañados por Erika Buenfil, César Évora, Omar Fierro y Nuria Bages en roles de soporte.

## Trama
Nicolás (Leonardo Herrera) es un niño de seis años que sufre de leucemia y necesita con urgencia un trasplante de médula ósea. Elena (Eva Cedeño) y Ernesto (Jorge Salinas) que son padres adoptivos del niño, reciben inesperadamente la noticia de su enfermedad, además, descubren que no son compatibles como posibles donantes para Nico.
Ante la situación, el matrimonio decide investigar acerca del padre biológico del niño que aún está vivo, la cual descubren que se llama Pedro (José Ron), un simple mecánico que trabaja en un taller en un barrio humilde. Al principio, Pedro se niega a creer que él es el padre de Nico, ya que la novia que tuvo en el pasado murió y nunca reveló que había quedado embarazada. Aun así, se conmoverá para encontrarse con su hijo e irá acercando poco a poco a él y a la madre adoptiva de una manera que se abre un lazo muy especial.

## Reparto
Una lista de reparto confirmado, fue publicado en octubre de 2019 por el sitio web Mastelenovelas.

### Principales
- José Ron como Pedro Garrido Salazar[8]
- Eva Cedeño como Elena Villaseñor Espinoza
- César Évora como Nelson López
- Erika Buenfil como Andrea Espinoza de Villaseñor
- Nuria Bages como Esther Salazar de Garrido
- Omar Fierro como Horacio Villaseñor Correa
- Luz María Aguilar como Isabel Armida
- Danny Perea como Georgina "Gina" López Ortiz
- Ricardo Margaleff como Agustín "Agus" Preciado
- Óscar Bonfiglio como Domingo Garrido
- Camila Selser como Irene Villaseñor Espinoza
- Ara Saldivar como Gabriela Villaseñor Espinoza
- Ramsés Alemán como Samuel Garrido Salazar
- Arturo Carmona como el comandante Eduardo Robles
- Miguel Ángel Biaggio como Modesto Flores
- Gloria Sierra como Mónica del Villar
- Dayren Chávez como Rosa García
- Mauricio Abularach como Jaime "Jimmy" Saravia
- José Manuel Lechuga como Luciano "Chano"
- Octavio Ocaña como Benito Rangel
- Hugo Macías Macotela como Mariano Robles
- Rocío de Santiago como Inés
- Marcela Salazar como Bernardina
- Santiago González como el Dr. Vega
- Leonardo Herrera como Nicolás Rioja Villaseñor
- Jorge Salinas como Ernesto Rioja Armida / Miguel Hernández
  - Joshua Gutiérrez interpretó a Ernesto / Miguel de joven

### Recurrentes
- Sachi Tamashiro como Victoria "Vicky"
- Ricardo Kleinbaum como Rafael
- Patricia Rojas como Mireya Santana
- Lourdes Cobo
- Luis Antonio Aguilar
- Harding Jr. como González
- Álvaro Sagone como Adolfo Novoa
- Maribel Guardia como Silvia[9]
- Luis Gatica como Ricardo Saldívar[9]
- Lisset como Patricia[9]
- Luz Elena González como Paulina Reyes[9]
- Juan Alejandro Ávila como Sabas
- Luis Xavier como Rodolfo Abreu
- Isadora González como Trabajadora social[10]

## Producción
El 24 de octubre de 2019, se anuncia que la productora Lucero Suárez presentó a Televisa a José Ron y Eva Cedeño como los protagonistas a cargo de la historia basada en la telenovela chilena del mismo nombre. Días después, el 28 de octubre de 2019, la producción inició grabaciones; dando el claquetazo oficial ante la prensa y presentando gran parte del reparto, entre ellos destacando a Jorge Salinas (en su regreso a Televisa), Erika Buenfil, Omar Fierro, César Evora, entre otros.
La redacción de los guiones están realizadas bajo el equipo de escritores comandados por la propia Suárez, acompañada de Edwin Valencia, Carmen Sepúlveda y Luis Reynoso, la dirección escénica está a cargo de Sergio Cataño y Rubén Nelhiño Acosta, mientras que la dirección técnica está dividida por Víctor Soto y Adrián Frutos Maza en las cámaras, y por Israel Rojas y Juan Carlos Lazo en la fotografía; siendo en esta ocasión la primera producción de Suárez en contar con cinefotógrafos. La producción está planteada para grabar un 50% en foros y 50% en locaciones, grabando alrededor de unas 30 escenas por día. La telenovela fue presentada junto con otros nuevos y actuales títulos de Televisa en el Natpe 2020, celebrado a finales de enero de 2020.
La producción de la telenovela suspendió grabaciones junto con otras producciones de ficción a finales de marzo de 2020, debido a la pandemia de COVID-19 en México. Debido a situación actual, la historia tuvo que ser modificada en cuestión de sus últimas escenas, la cuales se retomaron junto con el reinicio de grabaciones el 25 de mayo de 2020, siendo la primera telenovela de Televisa en regresar a grabar, bajo a algunas medidas de higiene. Las grabaciones finalizaron entre el 12 y 13 de junio de 2020.

## Recepción

### Audiencia
| Temporada | Horario (CT)                                                       | Episodios | Primera emisión     | Primera emisión      | Última emisión      | Última emisión       | Promedio de espectadores (millones) |
| Temporada | Horario (CT)                                                       | Episodios | Fecha               | Audiencia (millones) | Fecha               | Audiencia (millones) | Promedio de espectadores (millones) |
| --------- | ------------------------------------------------------------------ | --------- | ------------------- | -------------------- | ------------------- | -------------------- | ----------------------------------- |
| 1         | lunes a viernes 18:30 - 19:30 h. domingo 20:30 - 23:00 h. (ep. 81) | 81        | 23 de marzo de 2020 | 3.3                  | 12 de julio de 2020 | 5.1                  | 3.6                                 |

### Crítica
El sitio especializado lahoradelanovela.com le otorgó una calificación inicial de 8/10 argumentando en su crítica: “En Te Doy la Vida hay un ritmo más pausado sobre todo donde se necesita que son las escenas emotivas con el niño. La combinación de ese ritmo, la música triste, los buenos diálogos y buenas actuaciones realmente podrían conmover hasta una piedra. ¡Bravo!.” 
El crítico Álvaro Cueva escribió en Milenio: “Este trabajo de Lucero Suárez se ve precioso, como telenovela, sí, pero como una telenovela de 2020. Cada uno de los recursos está puesto donde tiene que estar, como tiene que estar.” 

## Premios y nominaciones

### TV Adicto Golden Awards 2020
| Categoría                    | Nominados                                                                           | Resultados |
| ---------------------------- | ----------------------------------------------------------------------------------- | ---------- |
| Mejor telenovela de Televisa | Lucero Suárez                                                                       | Ganadora   |
| Mejor pareja                 | José Ron Eva Cedeño                                                                 | Ganadores  |
| Mejor protagonista masculino | José Ron                                                                            | Ganador    |
| Mejor actor infantil         | Leonardo Herrera                                                                    | Ganador    |
| Mejor final                  | Te doy la vida                                                                      | Ganador    |
| Mejor adaptación             | Edwin Valencia Lucero Suárez Carmen Sepúlveda Luis Reynoso Luisa Fernanda Gutiérrez | Ganadores  |